# Sobiesęki (województwo małopolskie)
Sobiesęki – wieś w Polsce położona w województwie małopolskim, w powiecie krakowskim, w gminie Skała.
Wieś położona w końcu XVI wieku w powiecie proszowskim województwa krakowskiego była własnością klasztoru klarysek w Krakowie. W latach 1975–1998 miejscowość położona była w województwie krakowskim.